# Hans-Holger Schröter
Hans-Holger Schröter (* 1948 in Kiel) ist ein deutscher Sachbuchautor und Volkshochschuldozent.

## Leben
Hans-Holger Schröter studierte von 1973 bis 1977 Volkswirtschaftslehre an der Freien Universität Berlin. Nach Tätigkeiten als freier Dozent an verschiedenen Einrichtungen der Erwachsenenbildung wirkte er von 1979 bis 2008 an der Harri-Reinert-Volkshochschule in Berlin-Spandau als Programmbereichsleiter für Berufliche Weiterbildung, ab 1991 als Stellvertretender Direktor.
Schröter verfasste gemeinsam mit Norbert Deseive, dem Programmbereichsleiter Berufliche Bildung an der Volkshochschule Gelsenkirchen, mehrere auf die besonderen Bedürfnisse der Erwachsenenbildung ausgerichtete Bücher für die berufliche Weiterbildung.

## Publikationen (Auswahl)
- mit Aloys Waltermann: Buchführung. Grundkurs. Merkur-Verlag, Rinteln 1983, ISBN 3-8120-0082-2.

Buchführung. Grundkurs, Lösungen. Merkur-Verlag, Rinteln 1983, ISBN 3-8120-3082-9.
Buchführung. Aufbaukurs Großhandel. Merkur-Verlag, Rinteln 1984, ISBN 3-8120-0083-0.
Buchführung. Aufbaukurs. Lösungen. Merkur-Verlag, Rinteln 1983, ISBN 3-8120-3083-7.
EDV-Buchführung. Für PC- und DATEV-Fibus. ISBN 3-8120-0003-2.
- mit Helga Moll: Finanzbuchführung für alle Branchen: Lern- und Arbeitsbuch mit Lösungen und einer Probeklausur; mit Gesetzesauszügen zum Rechnungswesen.  Merkur-Verlag, Rinteln 1986. ISBN 3-8120-0017-2

Hans-Holger Schröter ist zusammen mit  Norbert Deseive Herausgeber der Reihe Erwachsenenbildung.